# Staszkowo
Staszkowo [pronunciación en polaco: /staʂˈkɔvɔ/] (en alemán: Baarwiese) es un pueblo ubicado en el distrito administrativo de Gmina Ostróda, dentro del Condado de Ostróda, Voivodato de Varmia y Masuria, en Polonia del norte. Se encuentra aproximadamente a 10 kilómetros al este de Ostróda y a 29 kilómetros al suroeste de la capital regional Olsztyn.
El pueblo tiene una población de 200 habitantes.